# Руинас
Руѝнас (на италиански: Ruinas; на сардински: Arruinas, Аруинас) е село и община в Южна Италия, провинция Ористано, автономен регион и остров Сардиния. Разположено е на 359 m надморска височина. Населението на общината е 707 души (към 2010 г.).